# …Like Clockwork
Albums de Queens of the Stone Age
Era Vulgaris
(2007) Villains
(2017)
…Like Clockwork est le sixième album du groupe de stoner rock Queens of the Stone Age sorti le 3 juin 2013.

## Design graphique
Le travail graphique comprend la réalisation de la pochette, des illustrations de plusieurs clips et l'ensemble de la charte graphique de l'album par l'artiste Boneface. Les illustrations sont animées par Liam Brazier pour créer des clips faisant penser aux motion comics. 

## Liste des titres
Les paroles sont écrites par Josh Homme, à part sur Kalopsia - écrite par Josh Homme et Alex Turner. Musique composée par Queens of the Stone Age, à l'exception de …Like Clockwork - écrite par Homme, James Lavelle et Charlie May et Fairweather Friends - écrite par Queens of the Stone Age et Mark Lanegan. 
| 1.    | Keep Your Eyes Peeled          | 5:04 |
| 2.    | I Sat by the Ocean             | 3:55 |
| 3.    | The Vampyre of Time and Memory | 3:34 |
| 4.    | If I Had a Tail                | 4:55 |
| 5.    | My God Is the Sun              | 3:55 |
| 6.    | Kalopsia                       | 4:38 |
| 7.    | Fairweather Friends            | 3:43 |
| 8.    | Smooth Sailing                 | 4:51 |
| 9.    | I Appear Missing               | 6:00 |
| 10.   | …Like Clockwork                | 5:24 |
| 45:59 |                                |      |

## Membres principaux
- Josh Homme – Chant, guitare, chœurs, guitare 12 cordes (9), guitare slide  (9)
- Troy Van Leeuwen – Guitare, chœurs, percussions, clavier, guitare 12 cordes (5, 9), lap steel (6)
- Dean Fertita – Clavier, guitare, chœurs, percussions, piano (6)
- Michael Shuman – Basse, chœurs, clavier (6)

### Musiciens supplémentaires
- Dave Grohl – Batterie, percussions (4, 5, 7, 8, 9)
- Joey Castillo – Batterie, percussions (1, 2, 3, 6)
- Jon Theodore – Batterie, percussion (10)
- Nick Oliveri – Chœurs (4, 7)
- Mark Lanegan – Chœurs (4, 7), lyrics (7)
- Alex Turner – Chœurs, guitare (4), paroles (6)
- Trent Reznor – Chœurs (6, 7), kick, snare (6)
- Jake Shears – Chœurs (1)
- Elton John – Piano, chœurs (7)
- Brody Dalle – Chœurs (4)
- Alain Johannes

## Production
- Josh Homme et Queens of the Stone Age – Production
- Josh Homme et James Lavelle – Production sur "…Like Clockwork"
- Gavin Lurssen – Mastering
- Mark Rankin – Enregistrement et mixage
- Boneface – Design, illustrations
- Liam Brazier – vidéos promotionnelles

## Certifications
| Pays                  | Certification |
| --------------------- | ------------- |
| Australie (ARIA)      | Or            |
| Canada (Music Canada) | Or            |
| Pologne (ZPAV)        | Or            |
| Royaume-Uni (BPI)     | Or            |